# La Gorce Peak
Der La Gorce Peak ist ein markanter und 822 m hoher Berg im westantarktischen Marie-Byrd-Land. Er ragt 13 km südwestlich des Mount Josephine auf und bildet das südliche Ende der Alexandra Mountains.
Entdeckt wurde er im Februar 1929 bei der ersten Antarktisexpedition (1928–1930) des US-amerikanischen Polarforschers Richard Evelyn Byrd. Dieser benannte den Berg nach John Oliver La Gorce (1880–1959), Herausgeber des National Geographic.